# 圓點尖鼻魨
圓點尖鼻魨為輻鰭魚綱魨形目四齒魨亞目四齒魨科的其中一種，為熱帶海水魚，分布於夏威夷群島海域，棲息深度1-30公尺，體長可達9公分，棲息在潟湖及臨海礁石區，以海綿、藻類、多毛類、苔蘚蟲、海膽、海星、螃蟹等為食，生活習性不明，可作為觀賞魚。